# Out of Time
Out of Time је седми албум групе R.E.M., и други који им је издала кућа Ворнер брадерс.  Учинио их је светски познатом групом, а објављен је 1991.

## Списак песама
Све песме су написали Бил Бери, Питер Бак, Мајк Милс и Мајкл Стајп.
1. "Radio Song" – 4:13
2. "Losing My Religion" – 4:26
3. "Low" – 4:55
4. "Near Wild Heaven" – 3:17
5. "Endgame" – 3:48
6. "Shiny Happy People" – 3:45
7. "Belong" – 4:05
8. "Half a World Away" – 3:26
9. "Texarkana" – 3:37
10. "Country Feedback" – 4:07
11. "Me in Honey" – 4:06